# Geranium sylvaticum
Geranium sylvaticum es una especie botánica perteneciente a la familia de las geraniáceas.

## Hábitat
Es una planta nativa de Europa y bastante común en Escandinavia donde se encuentra comúnmente en los bosques de norte a sur a través de Suecia. Crecen en las zonas de montaña y a menudo crece en los prados y bosques de abedules.

## Descripción

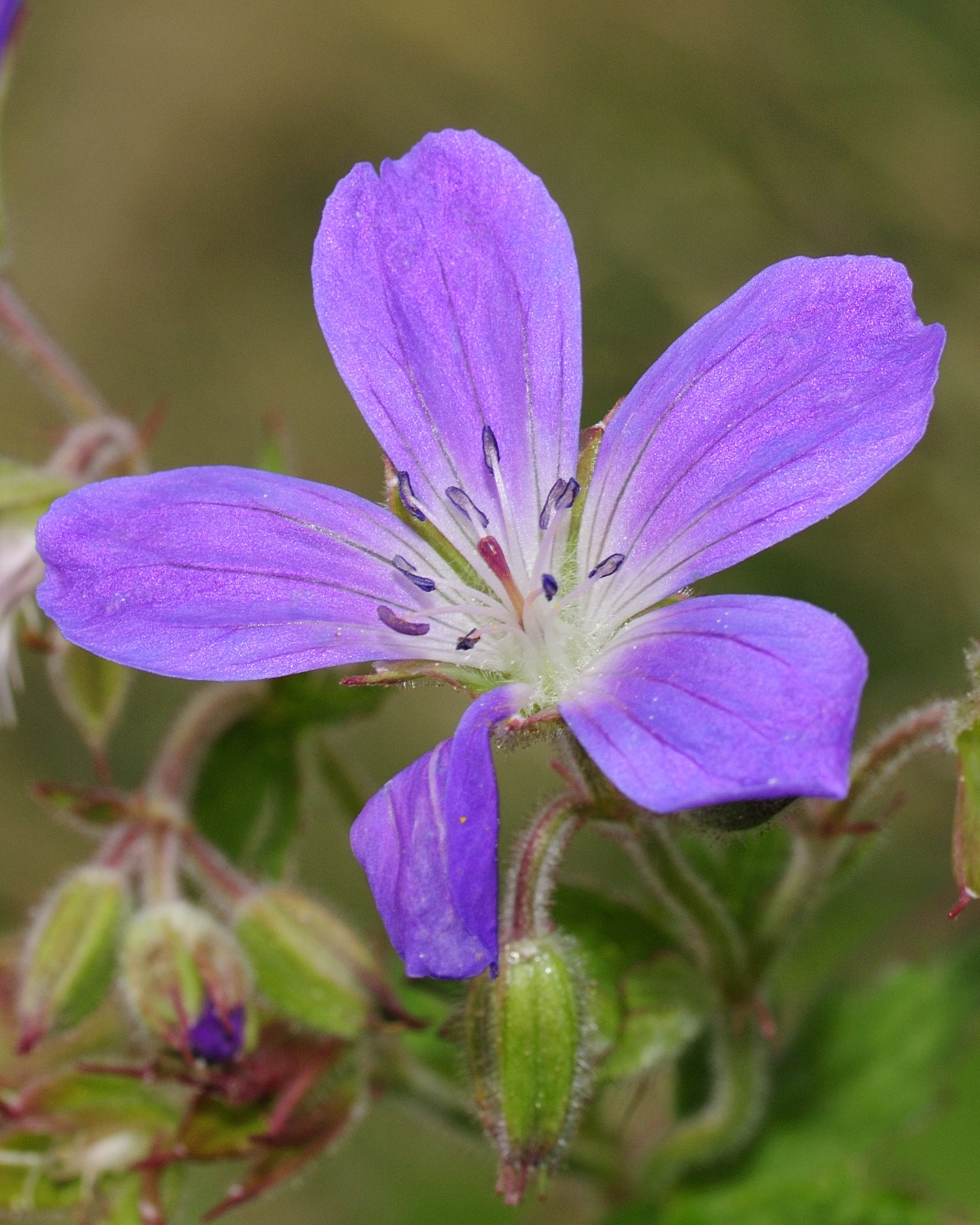
Detalle de la flor

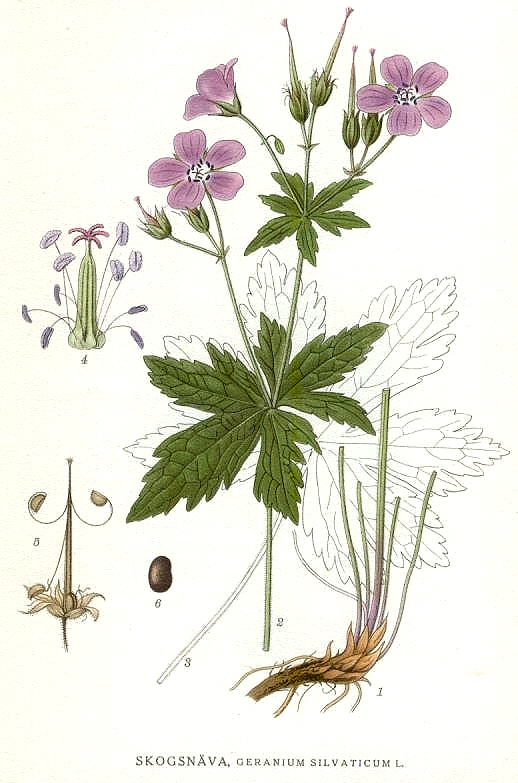
Ilustración

Es una hierba, bastante grande (30 cm a 60 cm de alto). Las flores son de color púrpura con cinco pétalos, que llegan a medir de 2 a 3 cm de diámetro. Las hojas son lobuladas, pero no tanto como los de Geranium maderense, con la que puede ser fácilmente confundido.

## Usos y tradiciones
Es la flor del condado de Sheffield en el Reino Unido.
Las flores de G. sylvaticum producen un tinte de un color azul-gris que se utilizaba en la antigua Europa para la coloración de los mantos  de guerra, en la creencia de que ofrecían protección  en el campo de batalla. Por esta razón, G. sylvaticum se llamaba la gracia de Odín.

## Taxonomía
Geranium sylvaticum fue descrita por Carlos Linneo y publicado en Species Plantarum 2: 681, en 1753.
Etimología
Geranium: nombre genérico que deriva del griego:  geranion, que significa "grulla", aludiendo a la apariencia del fruto, que recuerda al pico de esta ave.
sylvaticum: epíteto latino que significa "que crece en los bosques, salvaje".
Sinonimia
- Geranium aconitifolium subsp. venosum Pers.
- Geranium alpestre Schur
- Geranium andrewsiana Gower
- Geranium angulatum Curtis
- Geranium argenteum Geners.
- Geranium batrachioides Hocq.
- Geranium caeruleo-purpureum Gilib.
- Geranium caroli-principis Pantu
- Geranium caruleatum var. caroli-principis (Pantu) Serb.
- Geranium eglandulosum (Celak.) Dalla Torre
- Geranium endressii var. glandulosum Sennen
- Geranium fastigiatum (Fr.) Gliemann
- Geranium knollii Brittinger ex Rchb.
- Geranium krylovii Tzvelev
- Geranium lemanianum Briq.
- Geranium losae Sennen
- Geranium praealpinum Beck
- Geranium pratense subsp. sylvaticum (L.) Bonnier & Layens
- Geranium purpureocaeruleum Gilib.
- Geranium sylvestre Olafsen & Povelsen ex Bab.[6]